# Naddoddur

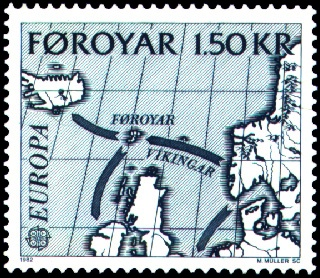
Die Briefmarke des Postverk Føroya von 1982 illustriert die Landnahme der norwegischen Wikinger im Westen. Allerdings wurde Island nicht von den Färöern aus entdeckt, sondern von Naddoddur durch Zufall von Norwegen aus. Richtig ist, dass die Färöer seitdem eine Zwischenstation der Wikinger waren, die Island besiedelten.

Naddoddur (* vor 850 in Agder/Norwegen) war einer der ersten Siedler auf den Färöern. Der Überlieferung zufolge entdeckte er Island.
Der isländischen Landnámabók zufolge war er ein norwegischer Flüchtling, der auf den Färöern seine neue Heimat fand. Das geschah also zur ersten Landnahmewelle, als deren Pionier Grímur Kamban gilt. Um 850 soll er von einer Reise nach Norwegen wieder zurück auf die Färöer in einen Sturm gekommen sein, der ihn und seine Leute vom Kurs abbrachte. Die Küste, die sie dann erblickten, erwies sich als ein großes Land. Sie gingen im Reyðarfjörður an Land, kletterten auf einen Berg und hielten nach Menschen Ausschau, doch das Land schien unbewohnt. Als sie im Herbst wieder in See stachen, um zu den Färöern zu gelangen, begann es heftig zu schneien. Also taufte er das Land Snæland (Schneeland). Erst später wurde daraus Ísland (Eisland).
Bei seiner Rückkehr auf die Färöer verbreitete sich die Nachricht von dem neuen Land im Nordwesten wie ein Lauffeuer, und in den nächsten Jahren zogen etwa 1000 Menschen dorthin, darunter Naddods drei Söhne Brynjolvur, Mar und Beinir.
Möglicherweise ist Naddoddur auch der Vater von Ann Naddodsdóttir, die vielleicht die Mutter von Beinir und Brestir war, und damit die Großmutter von Sigmundur Brestisson und Tóri Beinirsson, zentralen Figuren der Färingersaga.
Einige Wissenschaftler sind der Meinung, dass Naddoddur der erste Europäer war, der nach Nordamerika gelangte, schon 150 Jahre vor Leif Eriksson.

## Name
Naddoddur ist einer der färöischen Namen, die es nur auf den Färöern gibt. Er setzt sich wie folgt zusammen: nadd-oddur. Oddur bedeutet Spitze und ist für sich alleine auch ein färöischer Vorname. Die Vorsilbe nadd bedeutet ebenfalls Spitze im Färöischen (naddi), aber auch Speer im Altnordischen. Naddoddur könnte also mit Speerspitze übersetzt werden, aber wahrscheinlich eher mit „Speer-Oddur“, zumal sein Bruder Øksna-Thor hieß, also „Axt-Thor“.
Der Name wird im Färöischen wie folgt gebeugt:
- Nominativ: Naddoddur
- Akkusativ: Naddodd
- Dativ: Naddoddi
- Genitiv: Naddods

Andere Schreibweisen des historischen Naddoddur sind (im Nominativ):
- Naddoddr (Altnordisch)
- Naddoður (Isländisch)